# Francesco Bedeschini
Francesco Bedeschini (L'Aquila, XVII secolo – L'Aquila, XVII secolo) è stato un pittore, incisore e architetto italiano, membro dell'omonima famiglia di artisti che operò in Abruzzo tra il Cinquecento ed il Seicento.
È il figlio di Giulio Cesare Bedeschini ed il padre di Carlo Antonio.

## Biografia
Le notizie sulla sua vita sono molto scarne, ma è documentata la sua attività all'Aquila dalla metà del XVII secolo sino ad almeno il 1688.

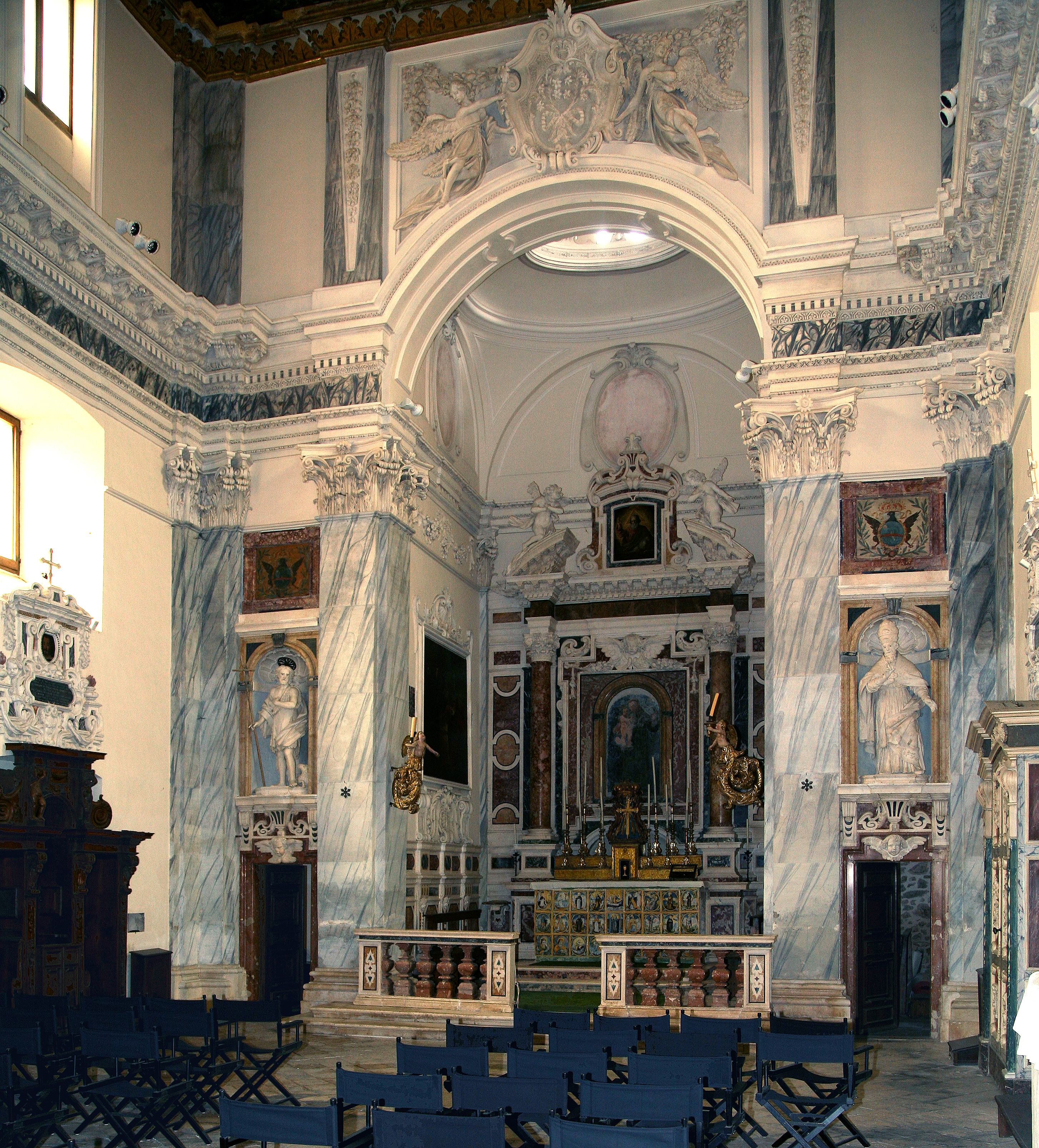
Altare maggiore dell'oratorio di Sant'Antonio dei Nardis, con l'affresco di Bedeschini

Nel 1643 è autore di un dipinto raffigurante Sant'Antonio da Padova considerato "miracoloso" dalla comunità locale, tanto che un'importante famiglia della zona vi realizzò intorno l'Oratorio di Sant'Antonio dei Cavalieri de Nardis (1646-1650); il dipinto è tuttora posto all'interno della chiesa. Al Bedeschini si deve inoltre il trittico posto dietro all'altare della chiesa delle Anime Sante. Nella seconda metà del Seicento lavorò inoltre all'ampliamento del Teatro San Salvatore, oggi scomparso, e realizzò alcune migliorie nella basilica di San Bernardino e nel Palazzo Margherita.
Bedeschini, tuttavia, divenne noto soprattutto per le sue qualità di incisore tanto che le sue ramine raffiguranti immagini sacre giunsero sino a Roma, Napoli e Venezia. Disegnò anche bozzetti per delle maioliche di Castelli. Nel 1671 progettò la sistemazione delle decorazioni interne a stucco della Basilica di Santa Maria di Collemaggio con un monumentale stemma dell'ordine Celestiniano. Progettò nel 1688 un nuovo mausoleo per Celestino V mai realizzato. L'apparato a stucchi di Bedeschini a Collemaggio, verrà completamente distrutto nei restauri del 1968-1971 del complesso per volere del soprintendente Mario Moretti.
Nel 1694 vennero pubblicate le Poesie di Giovanni Canale al cui interno sono presenti illustrazioni di Francesco Bedeschini, probabilmente non più in vita a quella data.